# Тюрметяки
Тюрметяки (тат. Олы Бүрән) — деревня в Усть-Ишимском районе Омской области. Входит в состав Усть-Ишимского сельского поселения.

## История
По переписи 1897 года проживало 169 человек, из них проживало 169 татар и 0 бухарцев.
Основана в 1526 году. В 1928 года состояла из 54 хозяйств, основное население — бухарцы. Центр Тюрметяковского сельсовета Усть-Ишимского района Тарского округа Сибирского края.

## Население
| 1926 | 2010 |
| ---- | ---- |
| 238  | ↘66  |